# Microstylum trimelas
Microstylum trimelas là một loài ruồi trong họ Asilidae. Microstylum trimelas được Walker miêu tả năm 1851. Loài này phân bố ở miền Ấn Độ - Mã Lai.